# Samm Levine
Samuel Franklin „Samm” Levine (ur. 12 marca 1982 w Chicago) – amerykański aktor filmowy i telewizyjny.

## Życiorys
Urodził się w Chicago w Illinois w rodzinie żydowskiej jako syn Lynne, pośredniczki hipotecznej, i Harrisa Levine’a, dentysty. Wychował się w Fort Lee w New Jersey. W wieku dwunastu lat występował przy bar micwach jako stand-uper, kiedy Lisa Kudrow doradziła mu, żeby wziął udział w przesłuchaniach na Manhattanie. Gdy miał 15 lat występował w klubach w Nowym Jorku. Kiedy został wprowadzony do klubu Braci Nowojorskich (New York Friars Club), był najmłodszym członkiem grupy.
Dodano dodatkowe „m” do jego imienia, ponieważ w Screen Actors Guild był już Sam Levine. W 1997 rozpoczął karierę aktorską jako Hector w operze mydlanej ABC Tylko jedno życie. Jednak popularność przyniosła mu rola Neala Schweibera w serialu NBC Luzaki i kujony (1999–2000).

## Filmografia

### Filmy
- 2001: To nie jest kolejna komedia dla kretynów jako Bruce
- 2006: Puls jako Tim
- 2007: Sydney i siedmiu nieudaczników jako Spanky
- 2009: Kocham cię, Beth Cooper jako sprzedawca w sklepie całodobowym
- 2009: Bękarty wojny jako szeregowy Hirschberg
- 2012: Columbus Circle jako menadżer w banku
- 2013: Jobs jako projektant Apple’a
- 2015: W nowym zwierciadle: Wakacje jako festiwalowy koleś Sam

### Seriale TV
- 1997: Tylko jedno życie jako Hector
- 1999–2000: Luzaki i kujony jako Neal Schweiber
- 2000: Tak, kochanie jako menadżer
- 2000: Spin City jako młody Paul
- 2000: Kto tu zwariował jako Keith Kegler
- 2000: Nie ma sprawy jako Kevin Schwartz / Dzieciak
- 2000: Rebelianci jako Zak
- 2001: Ja się zastrzelę jako Arthur Rabinowitz
- 2001: Studenciaki jako Books
- 2001: Boston Public jako Manny
- 2002: Jak wychować tatę jako Adam Travers
- 2002: Siostrzyczki jako Sheldon
- 2002: Odlotowa małolata jako Forrest DiRico
- 2002: The Drew Carey Show jako Jake
- 2002–2004: Fillmore na tropie jako Horace / Nicky (głos)
- 2003: Świat Raven jako Marvin
- 2003: Różowe lata siedemdziesiąte jako Lance Crawford
- 2004: Johnny Bravo jako Klangor (głos)
- 2004: Randka z gwiazdą jako Rodney
- 2004: Pięcioraczki jako Hugo
- 2004: Life As We Know It jako Bernard Sachs
- 2005: Jak poznałem waszą matkę jako Phil
- 2005–2006: Byle do przodu jako Douglas
- 2006: Na imię mi Earl jako Tom
- 2006: Ekipa jako Reggie
- 2006: Weronika Mars jako Samuel Horshack
- 2006: Głowa rodziny jako Joey (głos)
- 2009: Hank jako Brandon
- 2010: Zagubieni jako Clerk
- 2010–2012: Agenci NCIS jako agent kasjer NCIS Fred Seymour
- 2011: 90210 jako moderator
- 2011: Współczesna rodzina jako Josh
- 2012: Breaking In jako Henry Shaw
- 2012: Nie ma lekko jako Josh Miller
- 2013: Do No Harm jako Josh Stern
- 2013: Liv i Maddie jako Chambers
- 2014: Impersonalni jako Owen Matthews
- 2014: Magazyn 13 jako Scott Mohr
- 2014: Selfie jako Terrence
- 2015: Hell’s Kitchen
- 2015: Kirby Buckets jako Zorro
- 2015: Wet Hot American Summer: First Day of Camp jako Arty (głos)
- 2016: K.C. nastoletnia agentka jako Noah
- 2017: Hawaii Five-0 jako Jeremy Holden